# SALE!
『SALE!』（セール!）は、村田順子の漫画作品。またそれを原作としたテレビドラマ。

## あらすじ
小原紅（おはらべに）はバブル景気の際に億万長者となった不動産屋の父を持つ娘で優雅に遊び暮らしていた。しかしバブルが崩壊し一家は没落。唯一抵当に入っていなかった家を守るために10億の借金を負った小原家は借金返済のために奮闘する。奇想天外なアイデアを繰り出す紅のサクセスストーリー。

## テレビドラマ

### 概要 (テレビドラマ)
1995年4月18日から6月27日まで、朝日放送（ABCテレビ）を制作局として、テレビ朝日系列で放送された。
放送時間は、毎週火曜20:00 ‐20:54（JST、『火曜ドラマ』枠）。現在、再放送、映像ソフト化はされていない。
※5月16日と6月20日は放送休止。

### あらすじ (テレビドラマ)
ある日突然、銀次郎が4人の娘と共にふとしたことから多額の負債を背負い、借金取りの執擁な取立てに耐えながら懸命に頑張る姿を描いた物語。

### キャスト
- 大友銀次郎：堺正章

会社の社長であったが、倒産したため借金を抱えていた。
- 大友紅子：山瀬まみ

銀次郎の次女。環とはよくケンカするが、仲良くなる。
- 近藤環：森且行

大友家に借金の取り立てに来ていた銀行員。そのため、紅子と衝突していた。
- 大友美土里：小松千春

銀次郎の三女。新聞販売店でアルバイトをするが、とある債権者の悪だくみで邪魔されたこともあった。
- 大友葵：若林志穂

銀次郎の長女。「山下」姓の男に弱く、圭一と交際していた時期があった。
- 大友桃恵：菅野美穂

銀次郎の四女。浩二といい関係だが、銀次郎の賛同を得ていない。
- 山下圭一：布川敏和

美土里と交際していたが、別れて豪徳寺に乗り換えている。
- 豪徳寺小金：銀粉蝶

銀次郎に溺愛している金満家。
- 近藤浩二：佐野瑞樹

環の弟。桃恵といい関係だが、まだ銀次郎に認められていない。
- 大河内浩
- 早乙女千代子：金沢碧
- 大友彩、星野紫織：木内みどり

銀次郎の亡き妻。それに似た女性が大友家に現れた。4人の娘は困惑するが、銀次郎は亡き妻に似た紫織に惚れてしまう。紫織も銀次郎を慕っていて、何とか大友家の力に成りたいと思っている。
- 田村陽子：上原さくら

桃恵に惚れている百合族（桃恵は親友としか思っていない）。

### テーマ曲
- 美裕リュウ「街に出よう」
- PERSONZ「Stay as a Friend -友達のままで-」

### スタッフ
- 原作：村田順子「SALE!」(角川書店)
- 脚本：鈴木貴子
- 演出：今関あきよし、太田雅晴
- プロデューサー：依田正和（ABC）、志村彰（MMJ）
- 制作：ABC、MMJ

### サブタイトル
| 各話  | 放送日        | サブタイトル     |
| ----- | ------------- | ---------------- |
| 第1話 | 1995年4月18日 | 借金地獄だ四姉妹 |
| 第2話 | 1995年4月25日 | 四姉妹が危ない!  |
| 第3話 | 1995年5月2日  | 玉の輿で一獲千金 |
| 第4話 | 1995年5月9日  | 豪邸でラブホテル |
| 第5話 | 1995年5月23日 | 危険なデート騒動 |
| 第6話 | 1995年5月30日 | 借金家族大ピンチ |
| 第7話 | 1995年6月6日  | 娘が監禁された!  |
| 第8話 | 1995年6月13日 | プロポーズ大合戦 |
| 第9話 | 1995年6月27日 | 借金バトル最終戦 |

### ネット局
| 放送対象地域  | 放送局           | 系列           | 備考                                                            |
| ------------- | ---------------- | -------------- | --------------------------------------------------------------- |
| 近畿広域圏    | 朝日放送         | テレビ朝日系列 | 制作局 現・朝日放送テレビ                                       |
| 関東広域圏    | テレビ朝日       | テレビ朝日系列 |                                                                 |
| 北海道        | 北海道テレビ     | テレビ朝日系列 |                                                                 |
| 青森県        | 青森朝日放送     | テレビ朝日系列 |                                                                 |
| 宮城県        | 東日本放送       | テレビ朝日系列 |                                                                 |
| 秋田県        | 秋田朝日放送     | テレビ朝日系列 |                                                                 |
| 山形県        | 山形テレビ       | テレビ朝日系列 |                                                                 |
| 福島県        | 福島放送         | テレビ朝日系列 |                                                                 |
| 新潟県        | 新潟テレビ21     | テレビ朝日系列 |                                                                 |
| 長野県        | 長野朝日放送     | テレビ朝日系列 |                                                                 |
| 静岡県        | 静岡朝日テレビ   | テレビ朝日系列 |                                                                 |
| 石川県        | 北陸朝日放送     | テレビ朝日系列 |                                                                 |
| 中京広域圏    | 名古屋テレビ     | テレビ朝日系列 |                                                                 |
| 広島県        | 広島ホームテレビ | テレビ朝日系列 |                                                                 |
| 山口県        | 山口朝日放送     | テレビ朝日系列 |                                                                 |
| 香川県 岡山県 | 瀬戸内海放送     | テレビ朝日系列 |                                                                 |
| 愛媛県        | 愛媛朝日テレビ   | テレビ朝日系列 | 開局と同時に火曜ドラマのネットを開始。 本作が初ネットとなった。 |
| 福岡県        | 九州朝日放送     | テレビ朝日系列 |                                                                 |
| 長崎県        | 長崎文化放送     | テレビ朝日系列 |                                                                 |
| 熊本県        | 熊本朝日放送     | テレビ朝日系列 |                                                                 |
| 大分県        | 大分朝日放送     | テレビ朝日系列 |                                                                 |
| 鹿児島県      | 鹿児島放送       | テレビ朝日系列 |                                                                 |